# 粗根鸢尾
粗根鸢尾（学名：Iris tigridia）是鸢尾科鸢尾属的植物。分布于蒙古、俄罗斯以及中国大陆的吉林、辽宁、山西、内蒙古、黑龙江等地，生长于海拔100米至1,300米的地区，常生于砂质草原、固定砂丘及干山坡上，目前尚未由人工引种栽培。

## 别名
拟虎鸢尾（中国植物杂志），粗根马莲（东北）

## 异名
- Iris tigridia Bunge var. fortis Y. T. Zhao